# Nova Ves (Srbac)
Pour les articles homonymes, voir Nova Ves.
Nova Ves (en serbe cyrillique : Нова Вес) est un village de Bosnie-Herzégovine. Il est situé dans la municipalité de Srbac et dans la république serbe de Bosnie. Selon les premiers résultats du recensement bosnien de 2013, il compte 261 habitants.

## Démographie

### Évolution historique de la population dans la localité
| 1948 | 1953 | 1961 | 1971 | 1981 | 1991 | 2013 |
| ---- | ---- | ---- | ---- | ---- | ---- | ---- |
| 372  | 205  | 198  | 268  | 351  | 377  | 261  |

|  |

### Communauté locale
En 1991, la communauté locale de Nova Ves comptait 684 habitants, répartis de la manière suivante :